# KK Maribor Messer
El Maribor Messer es un equipo de baloncesto esloveno con sede en la ciudad de Maribor, que compite en la 1. A slovenska košarkarska liga, la primera división del baloncesto esloveno. Disputa sus encuentros como local en la Tabor Hall, con capacidad para 3.800 espectadores.

## Nombres
- Maribor 87 (1992)
- Branik Satex (1993)
- Satex Maribor (1994-1996)
- Satex (1997)
- Maribor Branik (1998-1999)
- Zavarovalnica Maribor (ZM) (1999-2001)
- Branik (2001-2004)
- Branik Cestno podjetje (2004-2009)
- Maribor Messer (2009-)

## Posiciones en liga
- 1992 (18)
- 1993 (14)
- 1994 (9)
- 1995 (4)
- 1996 (5)
- 1997 (7)
- 1998 (10)
- 1999 (9)
- 2000 (12-1A)
- 2001 (3-1B)
- 2002 (2-1B)
- 2003 (11-1B)
- 2004 (1-1B)
- 2005 (14-1A)
- 2007 (D3)
- 2008 (2-D2)
- 2009 (1-D2)
- 2010 (1-1B)
- 2011 (7-Telemach)
- 2012 (8)
- 2013 (3)

## Palmarés
- Finalista Copa Eslovena (1996)
- Campeón 1B Eslovena (2004), (2010)
- Campeón División II Eslovena (2009)
- Campeón Grupo Este División II Eslovena (2009)
- Semifinales 1. A slovenska košarkarska liga (2013)